# Рудін Андрій Валентинович
Андрій Валентинович Рудін — український військовик, сержант Збройних Сил України, учасник російсько-української війни, що загинув у ході російського вторгнення в Україну в 2022 році.

## Життєпис
Андрій Рудін народився 1981 року в селі Волошки Ковельського району на Волині. Після закінчення школи проживав у рідному селі, займався домашнім господарством. З початком війни на сході України в 2014 році добровільно став до лав Збройних сил України, перебував на передовій. З початком російське вторгнення в Україну одним із перших пішов на фронт. Проходив військову службу в 14-й окремій Волинській механізованій бригаді імені князя Романа Великого. Загинув Андрій Рудін 21 березня 2022 року в результаті ворожого обстрілу біля села Михайло-Ларине Вітовського району на Миколаївщині. Чин відспівування загиблого воїна священнослужителі Ковельсько-Воскресенської округи Української Православної Церкви на чолі з благочинними протоієреями Володимиром Ровінським та Михаїлом Чупаком 16 квітня 2022 року провели від рідної домівки до храму, а від храму до місця вічного спочинку воїна-захисника.

## Нагороди
- Орден «За мужність» III ступеня (2022, посмертно) — за особисту мужність і самовіддані дії, виявлені у захисті державного суверенітету та територіальної цілісності України, вірність військовій присязі [4].